# Joeri Jansen
Joeri Jansen, född 28 maj 1979, är en friidrottare från Belgien. Han deltog vid olympiska sommarspelen 2004.